# Vihanti
Vihanti – dawna gmina w Finlandii, w regionie Ostrobotnia Północna, podregionie Raahe. W 2013 roku włączona do gminy Raahe. Jej powierzchnia wynosiła 489,64 km², z czego 4,94 km² stanowiła woda. W momencie fuzji gminę zamieszkiwało 3019 osób. W 2011 populacja wynosiła 3071 osób.
Na obszarze gminy znajduje się stacja kolejowa Vihanti na linii Seinäjoki – Oulu.

## Sąsiadujące gminy
- Haapavesi
- Oulainen
- Pyhäjoki
- Raahe
- Siikajoki
- Siikalatva

## Wsie
Alpua, Ilveskorpi, Lampinsaari, Myllyperä–Perukka, Lumimetsä